# Stade Alphonse-Theis
 (août 2024).
Le stade Alphonse-Theis est un stade de football luxembourgeois basé à Hesperange.
Ce stade de 4 100 places accueille les matchs à domicile du Swift Hesperange, club évoluant dans le championnat du Luxembourg de football de D1.